# Сиековац
Сиековац (серб. Сијековац / Sijekovac) — село в общине Брод Республики Сербской Боснии и Герцеговины. Население составляет 620 человек по переписи 2013 года. Печально стало известно как место кровавой бойни, учинённой 26 марта 1992 боснийскими мусульманами в отношении сербов.